# ソユーズ計画

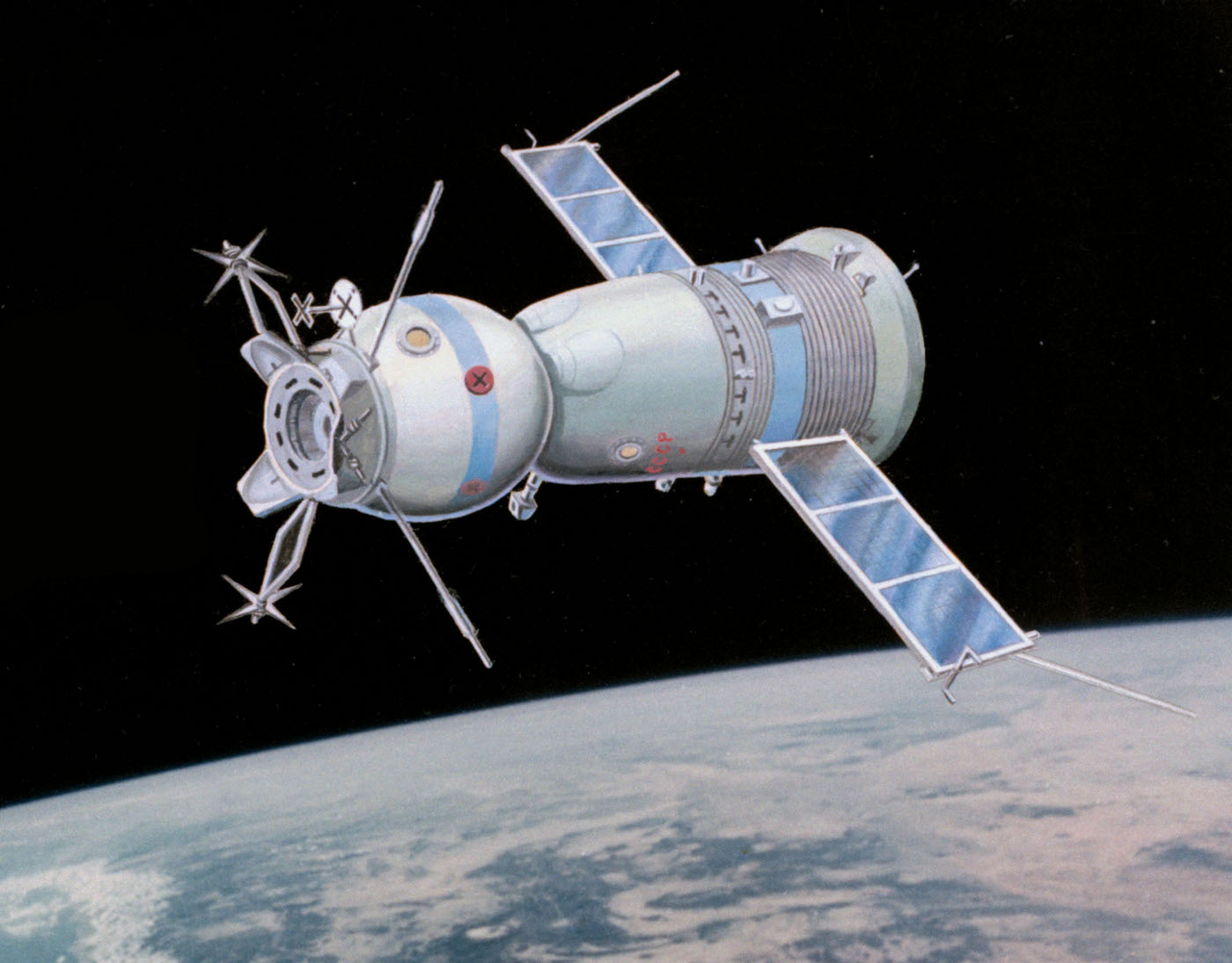
アポロ・ソユーズテスト計画でのソユーズ

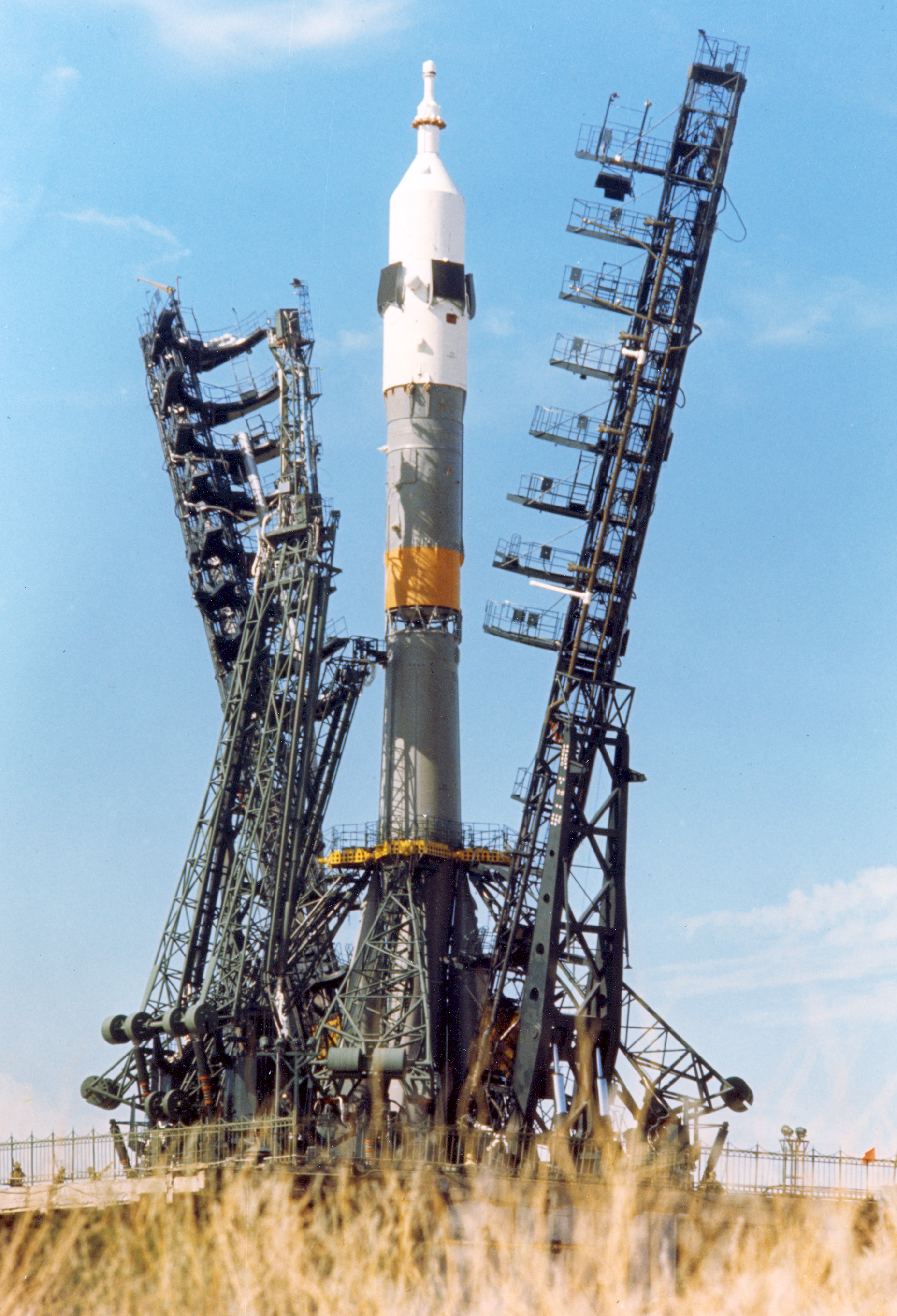
発射台上のソユーズロケット

ソユーズ計画は、ソビエト連邦によって1960年代初期から開始された宇宙計画である。ソビエト連邦の宇宙開発の一つとして、当初の目的は、有人による月面着陸を目的としていた。
ソユーズ宇宙船は、ソユーズロケットによって発射され、現在のソユーズ計画は、ロシア連邦宇宙局によって行われている。

## ソユーズロケット
ソユーズロケットは、使い捨て型ロケットであり、ロシアのサマーラにあるProgress State Research and Production Rocket Space Center（TsSKB-プログレス）で製作されている。このロケットは、国際宇宙ステーション (ISS) へ人員輸送を行うソユーズ宇宙船の打ち上げに使用されるほか、ISSへ物資の補給と廃棄を行うプログレス補給船の打ち上げや、政府機関や商業目的の衛星や探査機の打上げにも使用されている。現在、ソユーズ宇宙船とプログレス補給船の打ち上げ及びロシア政府が運用する衛星打ち上げは、ロシア連邦宇宙局の運用により行われる。民間及びロシア国外の政府機関から委託された衛星や探査機の打ち上げは、国と民間の出資により設立された衛星打ち上げ会社が請負っている。また、ヨーロッパのアリアンスペース社がロシア連邦宇宙局と欧州宇宙機関 (ESA) と契約を結び、フランス領ギアナのギアナ宇宙センターにソユーズロケット用の発射台を建設し、2011年からソユーズロケットを使用した衛星や探査機の打ち上げを開始した。現在、ソユーズロケットは、カザフスタン共和国のバイコヌール宇宙基地とロシアの北東部のプレセツク宇宙基地、フランス領ギアナのギアナ宇宙センターの3ヶ所から打ち上げられている。

## ソユーズ宇宙船
ソユーズ宇宙船の基本設計は、多くのプロジェクトの元になっていたが、その多くは明らかにされていない。最も初期の形態は有人月飛行を意図して設計された。その設計は、サターンVロケットやソビエトのN-1ロケットのような巨大ロケットを用いず、月飛行に必要とされる容積の宇宙船をソユーズロケットで打ち上げ可能な大きさの幾つかのモジュールに分け、数回の打ち上げを経て、軌道上でモジュール同士をドッキングして一つの月宇宙船とするものである。これは当初ソビエトの主任設計者である飛行を見ることなく他界したセルゲイ・コロリョフの下で文官が設計したものだった。いくつかの軍用の派生型は実際にソビエト連邦の設計業務において最優先のものとなったが、実用化には至らなかった。
また、ソユーズ宇宙船に搭乗する宇宙飛行士は、ソコル宇宙服を着用する。
ソユーズ宇宙船は3つの部分から構成される（前から後の順に説明）:
- 楕円状のオービタル・モジュール
- 少し空力的な再突入モジュール
- 円筒形のサービスモジュールには太陽電池パネルが付いている

ソユーズ宇宙船には複数の派生型がある:
- ソユーズ A 7K-9K-11K circumlunar complex proposal（1963年）
- ソユーズ 7K-OK（1967年 - 1971年）
  - ソユーズ 7K-L1 Zond（1967 - 1970年）
  - ソユーズ 7K-L3 LOK
  - ソユーズ 7K-OKS（1971年）
    - ソユーズ 7K-T or "ferry"（1973年 - 1981年）
    - ソユーズ 7K-TM（1975年 - 1976年）
- 軍事用ソユーズ (7K-P, 7K-PPK, R, 7K-VI Zvezda, OIS)
- ソユーズ-T（1976 - 1986年）
- ソユーズ-TM（1986年 - 2003年）
- ソユーズ-TMA（2003年 - 2012年）
- ソユーズ-TMA-M（2010年 - ....）
- ソユーズ-ACTS（2012年/....）

## 派生型
ゾンド宇宙船は地球と月の周りを8の字軌道を飛行するように設計されたが安全性や政治的な必要性により使用されることはなかった。
サリュートやミールへの補給を司る無人のプログレス補給船はソユーズの自動航法とドッキング機構を使用する。（再突入カプセルは無い）
現在、ソユーズ派生型が国際宇宙ステーションに人や補給物資を運ぶ目的に使用される。中国の神舟は直系の派生型ではないがソユーズの技術を基にしている。

## ギャラリー

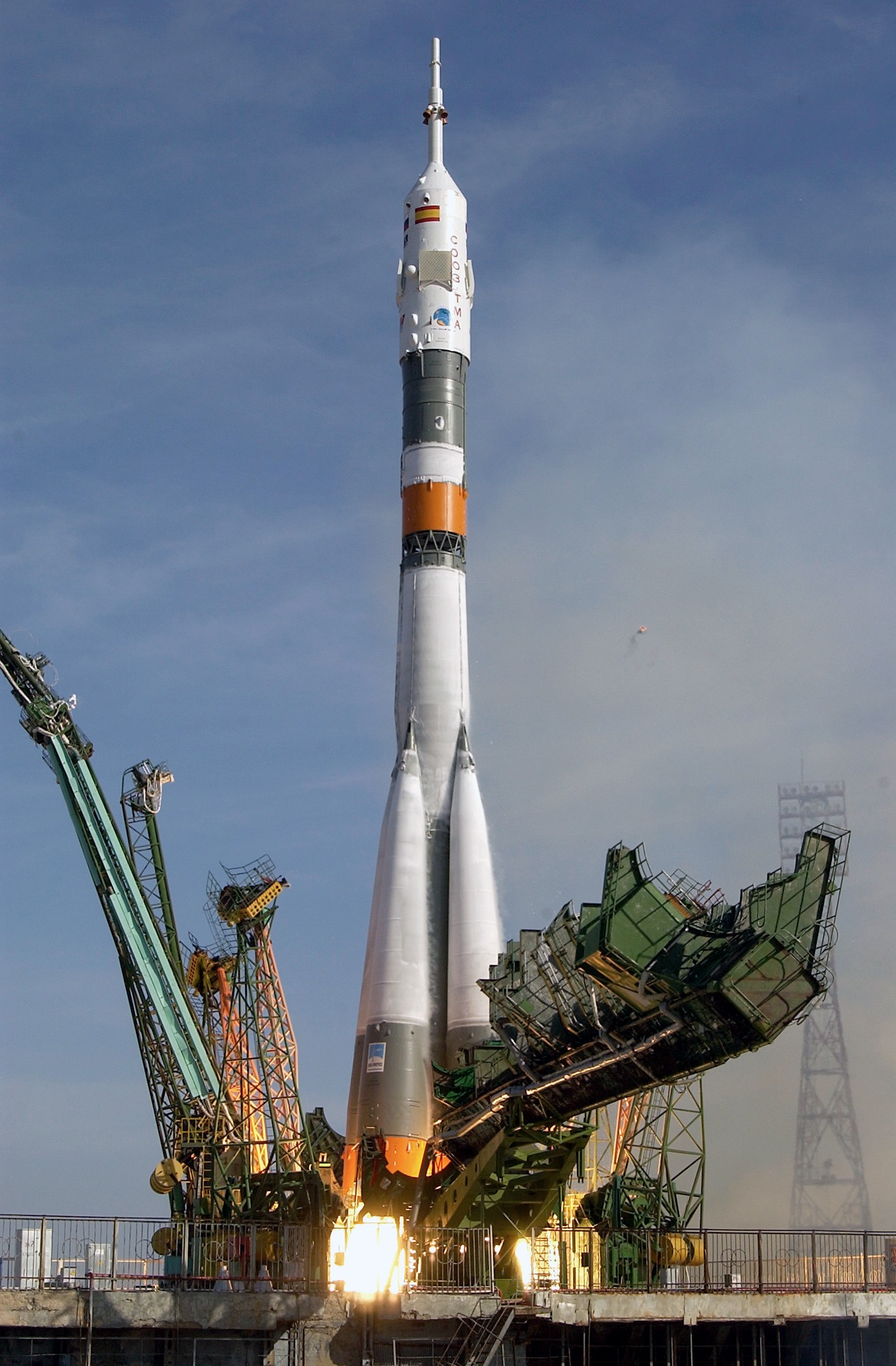
ソユーズTMA-3 打ち上げ
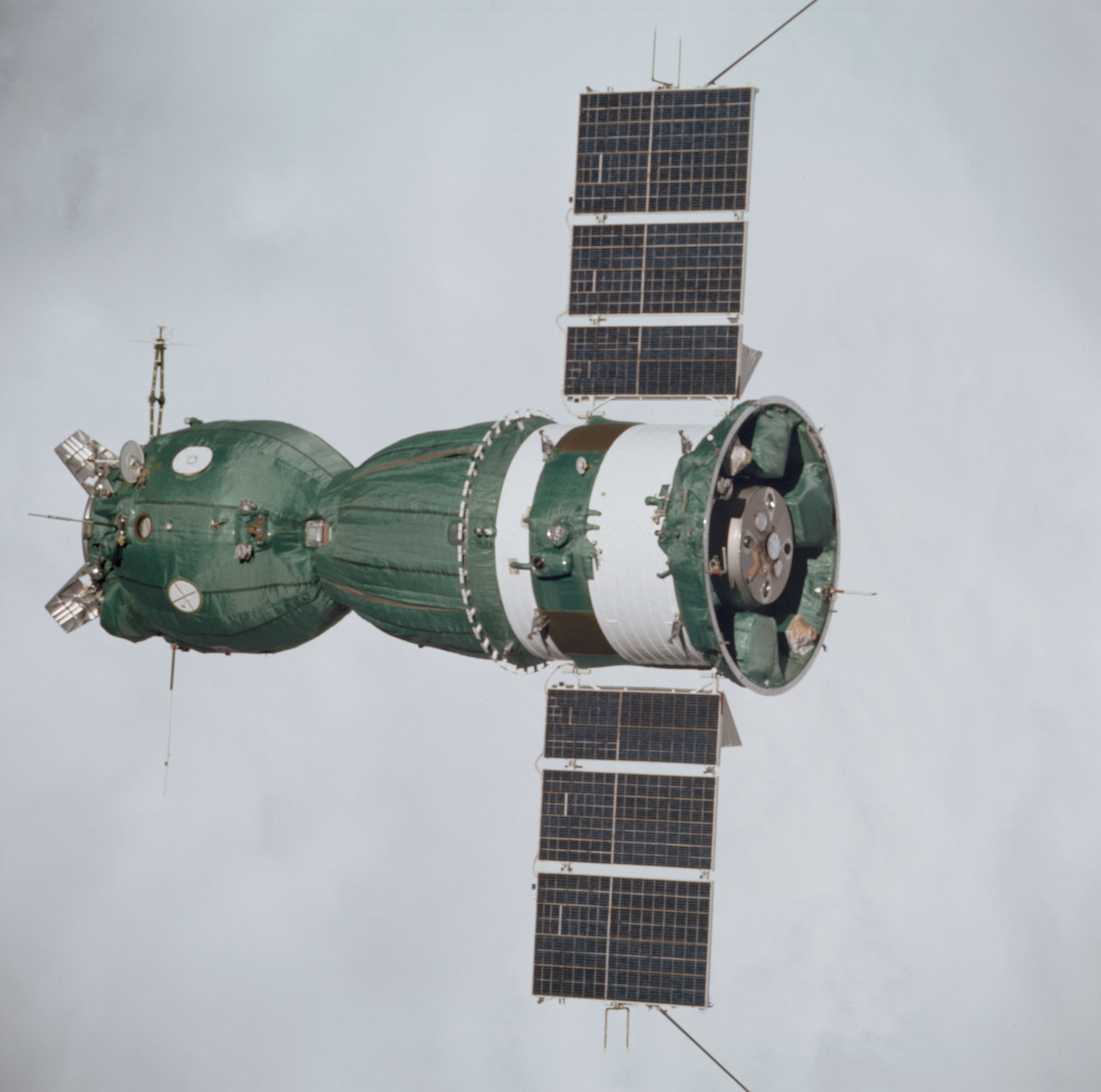
ソユーズ 19 アポロ宇宙船とASTP 1975年7月

## 有人飛行
ソユーズの一覧を参照